# Jorge Habegger
Jorge Carlos Habegger (ur. 19 października 1946 w Buenos Aires) – argentyński trener piłkarski.